# Episodi di Waterfront (prima stagione)
La prima stagione della serie televisiva Waterfront è stata trasmessa in anteprima negli Stati Uniti d'America in syndication nel corso del 1954.
| nº | Titolo originale                 | Titolo italiano | Prima TV USA      | Prima TV Italia |
| -- | -------------------------------- | --------------- | ----------------- | --------------- |
| 1  | The Skipper's Day                |                 | 21 agosto 1954    |                 |
| 2  | Sunken Treasure                  |                 | 28 agosto 1954    |                 |
| 3  | Lighthouse                       |                 | 5 settembre 1954  |                 |
| 4  | A New Whistle for the Cheryl Ann |                 | 12 settembre 1954 |                 |
| 5  | Cap'n Long John                  |                 | 19 settembre 1954 |                 |
| 6  | Term Paper                       |                 | 26 settembre 1954 |                 |
| 7  | Cap'n John's Dilemma             |                 | 3 ottobre 1954    |                 |
| 8  | Family Problems                  |                 | 10 ottobre 1954   |                 |
| 9  | Sea Bells                        |                 | 1954              |                 |
| 10 | Tug O'War                        |                 | 1954              |                 |
| 11 | Tailor-Made Trouble              |                 | 1954              |                 |
| 12 | Troubled Waters                  |                 | 1954              |                 |
| 13 | The Rift                         |                 | 1954              |                 |
| 14 | First Mate                       |                 | 1954              |                 |
| 15 | Warehouse Incident               |                 | 1954              |                 |
| 16 | High Water                       |                 | 1954              |                 |
| 17 | Floating Mine                    |                 | 1954              |                 |
| 18 | Fog Bound                        |                 | 1954              |                 |
| 19 | Live Cargo                       |                 | 1954              |                 |
| 20 | Cap'n Christopher                |                 | 1954              |                 |
| 21 | Tension                          |                 | 1954              |                 |
| 22 | Backwash                         |                 | 1954              |                 |
| 23 | Diamonds in the Rough            |                 | 1954              |                 |
| 24 | The Long Beach Pier              |                 | 1954              |                 |
| 25 | Portia of the Sea                |                 | 1954              |                 |
| 26 | Anchors of the Past              |                 | 1954              |                 |
| 27 | Driftwood                        |                 | 1954              |                 |
| 28 | Drawbridge Incident              |                 | 1954              |                 |
| 29 | Tuna Clipper                     |                 | 1954              |                 |
| 30 | The White Ducks                  |                 | 1954              |                 |
| 31 | Star Bright                      |                 | 1954              |                 |
| 32 | Harbor Piracy                    |                 | 1954              |                 |
| 33 | The Sea and Captain Taggart      |                 | 1954              |                 |
| 34 | Ghost Tug                        |                 | 1954              |                 |
| 35 | F.O.B. Vera Cruz                 |                 | 1954              |                 |
| 36 | Night at the Lighthouse          |                 | 1954              |                 |
| 37 | Live Bait                        |                 | 1954              |                 |
| 38 | Oil Island                       |                 | 1954              |                 |
| 39 | Christmas in San Pedro           |                 |                   |                 |